# 해남 윤씨 녹우당 일원
해남 윤씨 녹우당 일원(海南 尹氏 綠雨堂 一圓)은 대한민국 전라남도 해남군 해남읍 연동리에 있는 조선시대의 가옥이다. 1968년 12월 19일 대한민국의 사적 제167호로 지정되었다. 해남 윤씨의 종가이며, 주변에 윤두서기념관이 있다.

## 개요
고산 윤선도가 살았던 집으로 윤선도의 4대 조부인 효정(1476∼1543)이 연동에 터를 정하면서 지은 15세기 중엽의 건물이다. 집터 뒤로는 덕음산을 두고, 앞에는 벼루봉과 그 오른쪽에 필봉이 자리잡고 있는 명당 자리에 위치하고 있다.
대문을 들어서면 바로 사랑마당인데, 앞면에 사랑채가 있고 서남쪽 담모퉁이에는 조그마한 연못이 있다. 사랑채는 효종이 윤선도에게 내려준 경기도 수원에 있던 집을 현종 9년(1668)에 이곳에 옮긴 것이다. 사랑채 뒤 동쪽 대문을 들어서면 안채가 ‘ㄷ’자형으로 자리잡고 있다. 사당은 안채 뒤 동쪽 담장 안에 한 채가 있고 담장 밖에 고산사당과 어초은사당 등이 있다.
입구에는 당시에 심은 은행나무가 녹우당을 상징하고 뒷산에는 500여 년 된 비자나무숲(천연기념물 제241호)이 우거져 있다. 이곳에는 윤두서자화상(국보 제240호), 『산중신곡집』(보물 제482호), 『어부사시사집』 등의 지정문화재와 3천여 건의 많은 유물이 보관되어 있다.
녹우당은 안채와 사랑채가 ‘ㅁ’자형으로 구성되고 행랑채가 갖추어져 조선시대 상류 주택의 형식을 잘 나타내고 있다.

## 같이 보기
- 해남 녹우단 비자나무 숲 (천연기념물 제241호)
- 윤두서 자화상 (국보 제240호)
- 윤선도 종가 문적 - 산중신곡 (보물 제482-3호)

## 참고 자료
- 해남 윤씨 녹우당 일원 - 국가유산청 국가유산포털